# Мејсон—Диксонова линија
Мејсон—Диксонова линија (енгл. Mason–Dixon line) или Мејсонова и Диксонова линија је била геодетска линија коју су између 1763. и 1767. исцртали Чарлс Мејсон и Џеремаја Диксон у циљу разрешавања граничног спора између Мериленда, Пенсилваније и Делавера у колонијалној Америци . И даље представља демаркациону линију између четири америчке савезне државе, чинећи део граница Пенсилваније, Мериленда, Делавера и Западне Вирџиније (првобитно део Вирџиније).

## Позадина
Мерилендском повељом 1632. земља северно од целе дужине реке Потомак до 40. паралеле дарована породици Калверт. Проблем се јавио када је Чарлс II даровао Пенсилванијску повељу 1681. Ова повеља је дефинисала јужну границу Пенсилваније идентично као северну границу Мериленда, али ју је описала на другачији начин, јер се Чарлс ослањао на непрецизну мапу. Одредбе повеље јасно назначавају да су Чарлс II и Вилијам Пен веровали да 40. паралела пресеца Круг од дванаест миља око Њукасла у Делаверу, а у ствари је пролазила северно од првобитних граница града Филаделфија, места које је Пен већ одабрао за главни град своје колоније. Након што је проблем откривен 1681, уследили су преговори. Чарлс II је 1862. предложио компромис који је можда могао да разреши спор, али је овај компромис био подривен чињеницом да су Пену додатно дарована „три доња округа“ дуж залива Делавер, која су касније постала Колонија Делавер, сателит Пенсилваније. Мериленд је сматрао ове територије делом првобитне повеље.
Спор је постајао значајније питање како су се насеобине шириле у унутрашњост колонија. 1732, својински гувернер (енгл. proprietary governor) Мериленда, Чарлс Калверт, 5. барон Балтимор, је потписао привремени споразум са синовима Вилијама Пена, по коме је линија исцртана негде између, и Калверт се одрекао својих претензија на Делавер. Међутим, лорд Балтимор је касније тврдио да документ који је потписао није садржао услове на које је пристао, и одбио је да спроведе споразум. Почев од средине 1730-их, дошло је до појаве насиља између насељеника који су на разне начине били лојални Мериленду и Пенсилванији. Гранични сукоб је постао познат као Кресапов рат.
Напредак је начињен након што је суд (енгл. Court of Chancery) пресудом потврдио споразум из 1732, али је питање остало нерешено све док се Фредерик Калверт, 6. барон Балтимор није одрекао захтева у корист Мериленда и прихватио раније споразуме. За границу између Мериленда и Делавера је одређена „трансполуострвна линија“ и круг од дванаест миља око града Њукасла. Граница Пенсилваније и Мериленда је дефинисана као линија 15 mi (24 km) јужно од најјужније куће у Филаделфији (у улици која се данас зове Јужна улица). Као део споразума, породице Пен и Калверт су ангажовале енглески тим који се састојао од Чарлса Мејсона и Џеремаје Диксона како би исцртали новоуспостављене границе између провинција Пенсилванија и Мериленд и колоније Делавер.
Године 1779, Пенсилванија и Вирџинија су се споразумеле „да продуже Мејсонову и Диксонову линију, право на запад, пет дужинских степени, рачунато од реке Делавер, за јужну границу Пенсилваније, и да меридијан, исцртан од западног краја до северне границе те државе, буде западна граница Пенсилваније заувек“
Након што је Пенсилванија укинула ропство 1781, западни део ове линије и река Охајо су постали граница између робовласничких и слободарских држава, мада је Делавер задржао робовласништво до ратификовања Тринаестог амандмана 1865.